# Manuel Orozco y Berra
Manuel Orozco y Berra va néixer a Ciutat de Mèxic, el 8 de juny de 1816 i va morir a la mateixa ciutat el 27 de gener de 1881. Va ser deixeble de José Fernando Ramírez i Joaquín García Icazbalceta i juntament amb ells, és considerat un dels historiadors més importants de Mèxic del segle xix. Fou membre de l'Academia Mexicana de la Lengua.

## Vida política
En 1844 va pronunciar el discurs al·lusiu a la Independència, publicant diversos articles polítics i literaris. Tres anys més tard va obtenir el títol d'advocat en el Seminari Palafoxià de Puebla. En 1850 va ser nomenat director de l'Arxiu General de la Nació. De 1855 a 1857 es va exercir com a oficial major del Ministeri de Foment durant el govern d'Ignacio Comonfort.
En 1863 el president Benito Juárez el va designar ministre de la Suprema Cort de Justícia de la Nació. Entre 1864 i 1867 es va exercir com a director del Museu Nacional durant el govern de Maximilià I de Mèxic, per aquest motiu, va ser jutjat com a traïdor a la pàtria i sentenciat a la presó.

## Vida literària
En 1867 es va publicar la seva obra Geografía de las lenguas y carta etnográfica de México. L'11 de setembre de 1875 Orozco y Berra fou membre fundador de l'Academia Mexicana de la Lengua, ocupà la cadira XIII. Va ser membre de nombre de la Societat d'Història Natural i membre honorari de la Societat Minera. Va ser membre corresponent de la Real Academia Española i de la Real Academia de la Historia. Així mateix, va ser membre de la Societat Arqueològica de Santiago de Xile, de la Societat Geogràfica de Roma, de la Societat Arqueològica de París i del Congrés Internacional d'Americanistes.
Entre 1880 i 1881 es va publicar en quatre volums la seva obra mestra Historia antigua y de la Conquista de México. Orozco y Berra fou pioner de la historiografia mexicana i president de la Sociedad Mexicana de Geografía y Estadística. Va morir en la ciutat de Mèxic el 27 de gener de 1881.

## Obres
- Va dirigir i va dur a terme el Diccionario Universal de Historia y Geografía (1853-1856), en deu volums.

Endemés:
- Materiales para una cartografía mexicana
- Apuntes para la historia de la geografía en México
- Memoria para la carta hidrográfica del Valle de México
- Memoria para el plano de la Ciudad de México
- Historia de la geografía en México
- Geografía de las lenguas y carta etnográfica de México.[5]
- Conquistadores de México
- Estudios y Cronología mexicana
- Historia antigua y de la Conquista de México
- Historia de la dominación española en México